# Ulysses (canção)
Ulysses é uma canção de rock alternativo da banda Franz Ferdinand. É um single do seu terceiro álbum Tonight: Franz Ferdinand.

## Informações da música
A canção "Ulysses" foi escolhido para ser o primeiro single e ficou em formato físico em 19 de janeiro de 2009. Estreou ao vivo em 5 de agosto de 2007. A canção foi ao ar pela primeira vez na BBC Radio 1 em 17 de novembro de 2008, e posteriormente tornou-se disponível para download a partir do Canadá e pelo iTunes em 2 de dezembro de 2008. Nos Estados Unidos, a canção alcançou a posição 20ª na Billboard Modern Rock Tracks , o quinto single da banda a aparecer nesse gráfico. A canção também entrou na UK Singles Chart em uma posição de pico de 20º lugar em 25 de janeiro de 2009. O vídeo, dirigido por Will Lovelace e Sul Dylan, foi estreado em 09 de janeiro de 2009.
A arte da capa do single é parte de uma série de fotografias da banda estão tomando em suas viagens, recriando o crime e o cenário; este apresenta Alex Kapranos de face para baixo na rua, provavelmente mortos. a foto de Ulysses foi tirada no Brooklyn por Guy Eppel. 
"Ulysses", foi apresentado na Triple J Hottest 100 de 2008. Ulisses é o nome romano para o herói grego mythologiacal Ulisses.
A canção foi usada para a comerciais de televisão da Toyota Mark X Zio no Japão, desde fevereiro de 2009. 

## Letra
A letra da canção é sobre um homem como quem se lembra da noite anterior ele e seus amigos foram a uma festa e depois de receber alta dose de LSD, ele e seus amigos fizeram uma viagem em toda a cidade. Ao acordar na manhã seguinte, o homem percebe que sua noite de festa deixou para trás um longo rastro de problemas para ele e ele reflete sobre como ele não é "Ulysses" e como ele nunca vai corrigir esses problemas e como ele "nunca vai voltar para casa ". 

## Faixas
- CD

1. "Ulysses" - 3:13
2. "New Kind of Thrill" - 4:28
3. "Ulysses" (Beyond the Wizard's Sleeve Re-Animation) - 6:13

- 7"

1. "Ulysses" - 3:13
2. "Anyone in Love" - 2:44

- 7"

1. "Ulysses" - 3:13
2. "You Never Go Out Anymore" - 2:05

- CD - AUS / Alemanha

1. "Ulysses" - 3:14
2. "New Kind Of Thrill" - 4:29
3. "Anyone In Love" - 2:45
4. "You Never Go Out Anymore" - 2:06
5. "Ulysses" (Beyond The Wizard's Sleeve Re-Animation) - 6:13

- Download

1. "Ulysses" - 3:14
2. "New Kind Of Thrill" - 4:29
3. "Anyone In Love" - 2:45
4. "You Never Go Out Anymore" - 2:06

## Informação da música
Ficou na posição de 20º na Billboard Modern Rock Tracks e na mesma posição no UK Singles Chart.

## Créditos
- Arte - Franz Ferdinand & Matthew Cooper
- Masterizado por - Jason Mitchell , John Dent
- Fotografado por - Guy Eppel
- Produtor - Dan Carey , Franz Ferdinand
- Criador da música - Franz Ferdinand

## References
1. ↑  http://www.billboard.com/bbcom/esearch/chart_display.jsp?cfi=377&cfgn
2. ↑   <Http://www.franzferdinand.co.uk/blog_band/index.php/
3. ↑  http://www.sonymusicshop.jp/detail.asp [? = Mercadorias EICP000001090 Sony Music Shop] ((ícone ja))